# David Wilkinson
David Todd Wilkinson (Hillsdale, Míchigan, 13 de mayo de 1935 - 5 de septiembre de 2002) fue un pionero de renombre mundial en el campo de la cosmología, especializado en el estudio de la radiación de fondo de microondas cósmico (CMB) dejada por el big bang. Obtuvo su doctorado en física en la Universidad de Míchigan, bajo la supervisión de Richard H. Crane.
Fue profesor de Física en la Universidad de Princeton desde 1965 hasta su jubilación en 2002. Hizo contribuciones fundamentales en muchos experimentos del CMB, entre ellos dos satélites de la NASA, el Cosmic Background Explorer (COBE) y la Sonda de Anisotropía de Microondas Wilkinson (WMAP), que fue nombrado en su honor después de su muerte por cáncer.
Sus numerosos premios incluyen el Premio del Presidente de Princeton para la Enseñanza Distinguida y la Medalla James Craig.